# Dziwnów
Dziwnów [ˈʥivnuf] (deutsch Dievenow) ist eine Stadt sowie ein Hafen- und Badeort an der Ostsee im Powiat Kamieński der polnischen Woiwodschaft Westpommern. Sie ist Sitz der gleichnamigen Stadt-und-Land-Gemeinde mit 3939 Einwohnern (Stand 31. Dezember 2020).

## Geographie

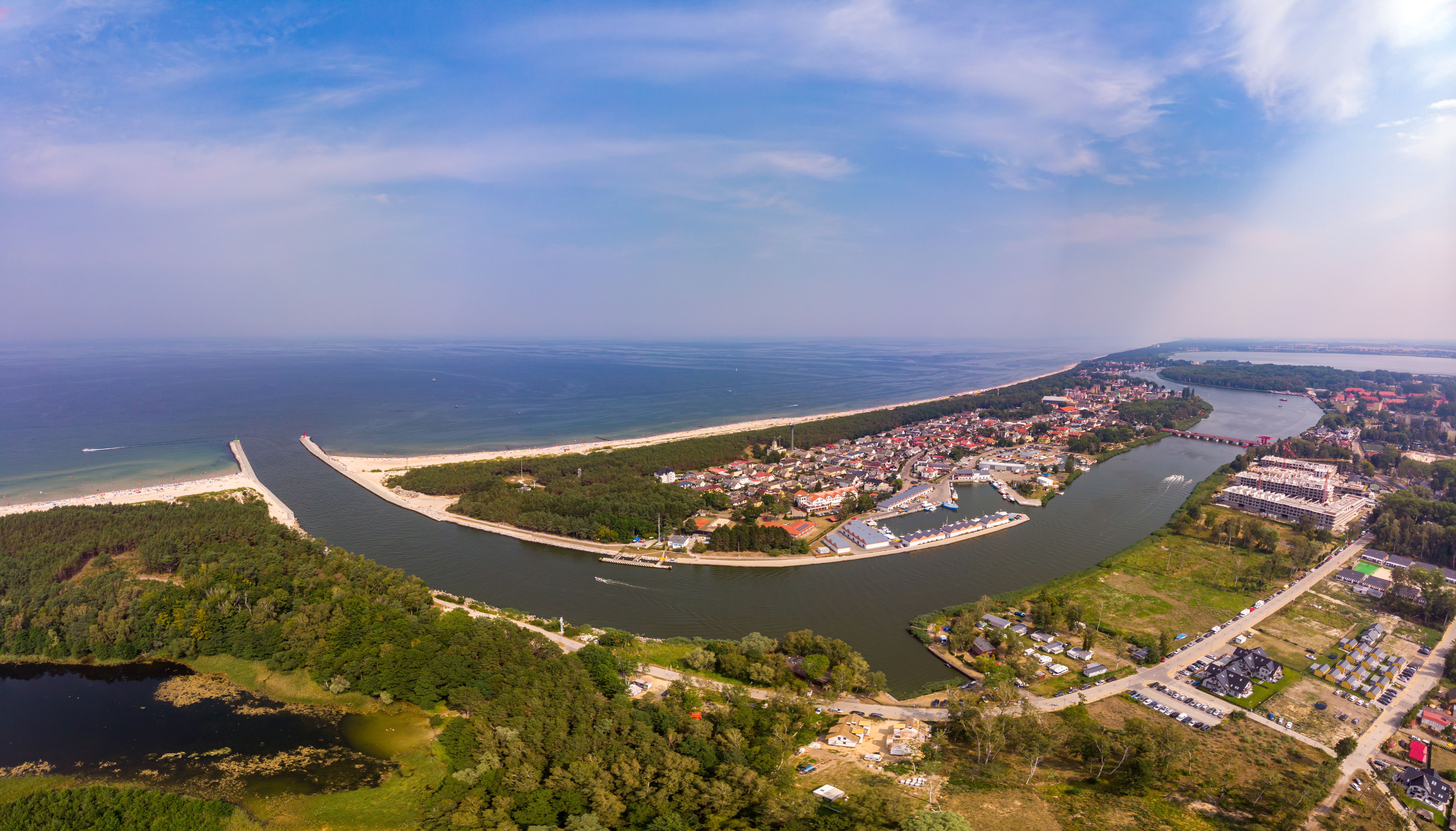
Luftaufnahme Dziwnów mit Mündung der Dziwna in die Ostsee

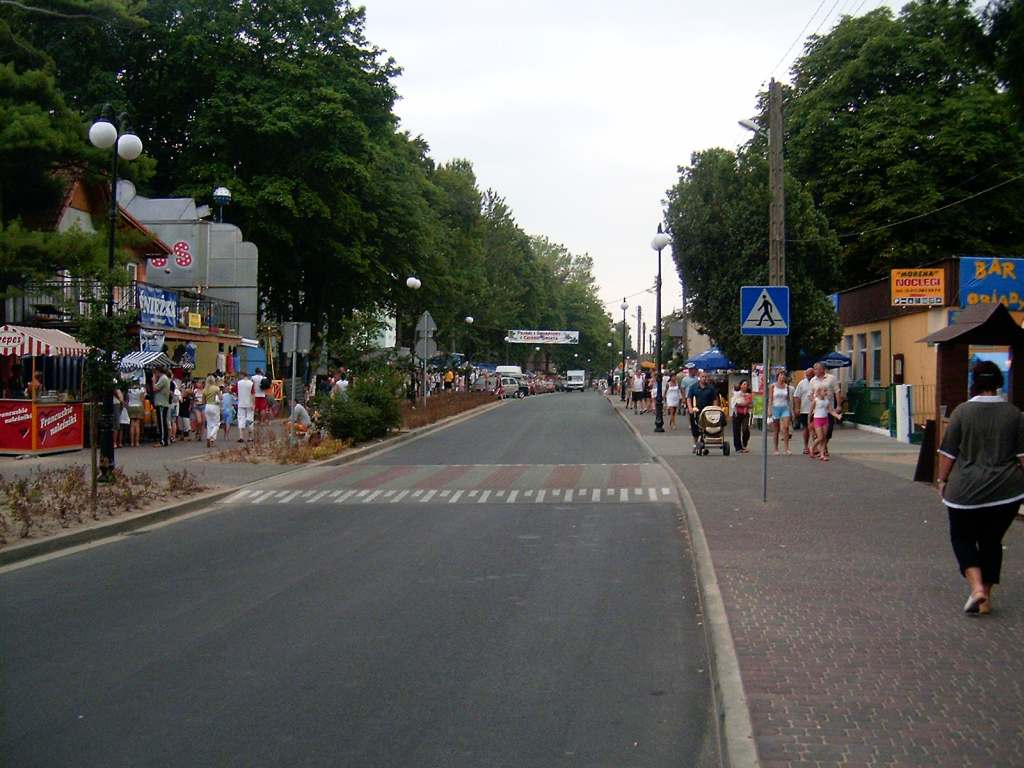
Flaniermeile

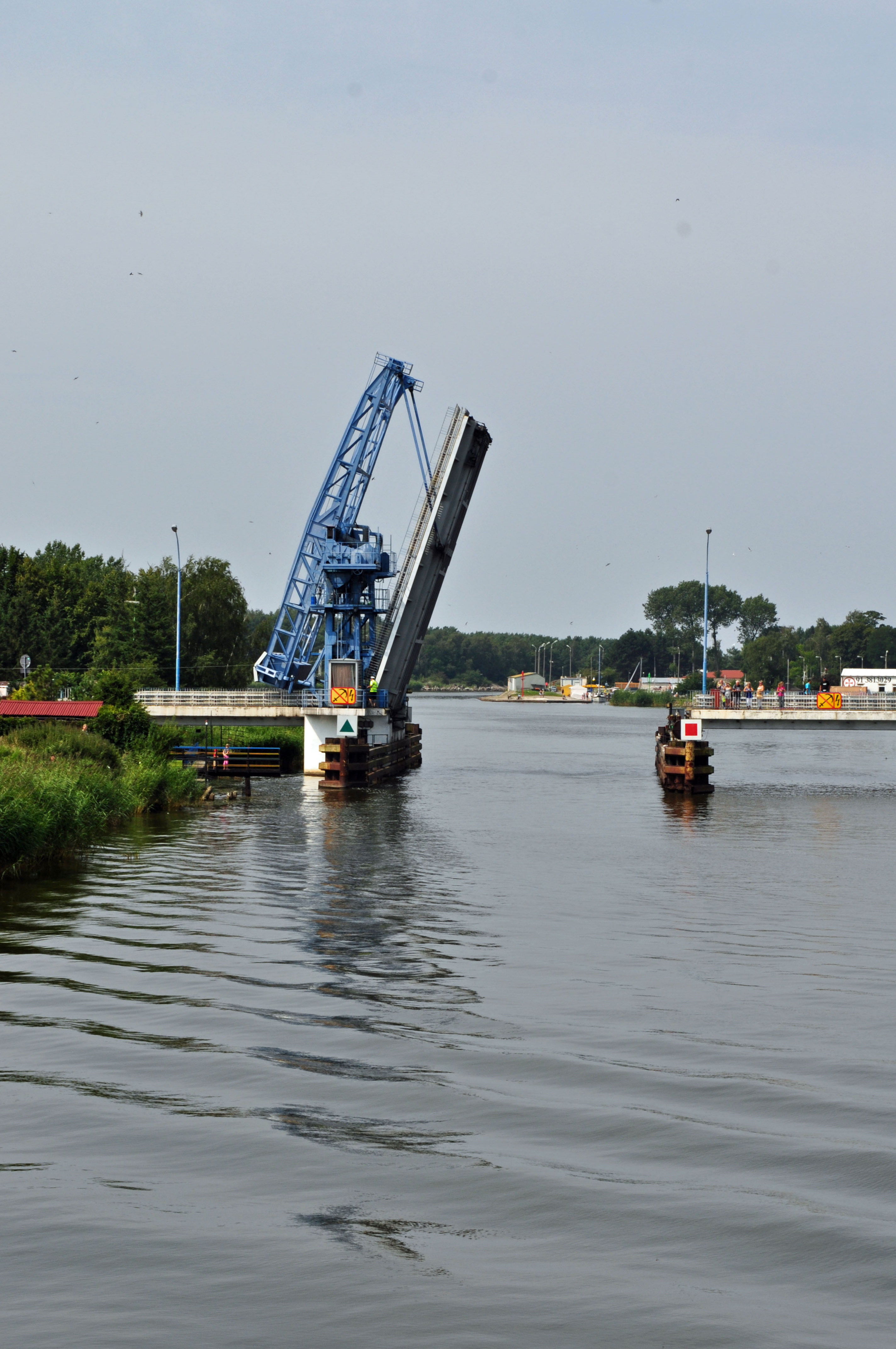
Brücke über die Dziwna

Die in Hinterpommern liegende Ortschaft verteilt sich auf das Festland und auf die Insel Wollin. Der nördliche Teil des Ortes liegt auf einer durchschnittlich 400 m breiten und 6 km langen Landzunge des Festlandes, der östliche Teil liegt vor dem Anfang der Landzunge auf dem Festland, während der südliche Teil auf der Insel Wollin – genauer auf der 2 km breiten und 6 km langen Półwysep Międzywodzki („Heidebrinker Halbinsel“) der Insel Wollin – liegt. Dievenow grenzt östlich auch den Jezorio Wrzosowo (Fritzower See), eine seenartige Verbreiterung der Dziwna, der östlichste von drei Meeresarmen, die das Stettiner Haff mit der offenen Ostsee verbinden. Im weiteren Verlauf wird die Dziwna wieder sehr schmal und schlängelt sich zwischen dem Festland und der Insel Wollin (also quer durch den Ort Dievenow) zur Ostsee.

## Geschichte

Ortsplan des Seebads Dievenow um 1910

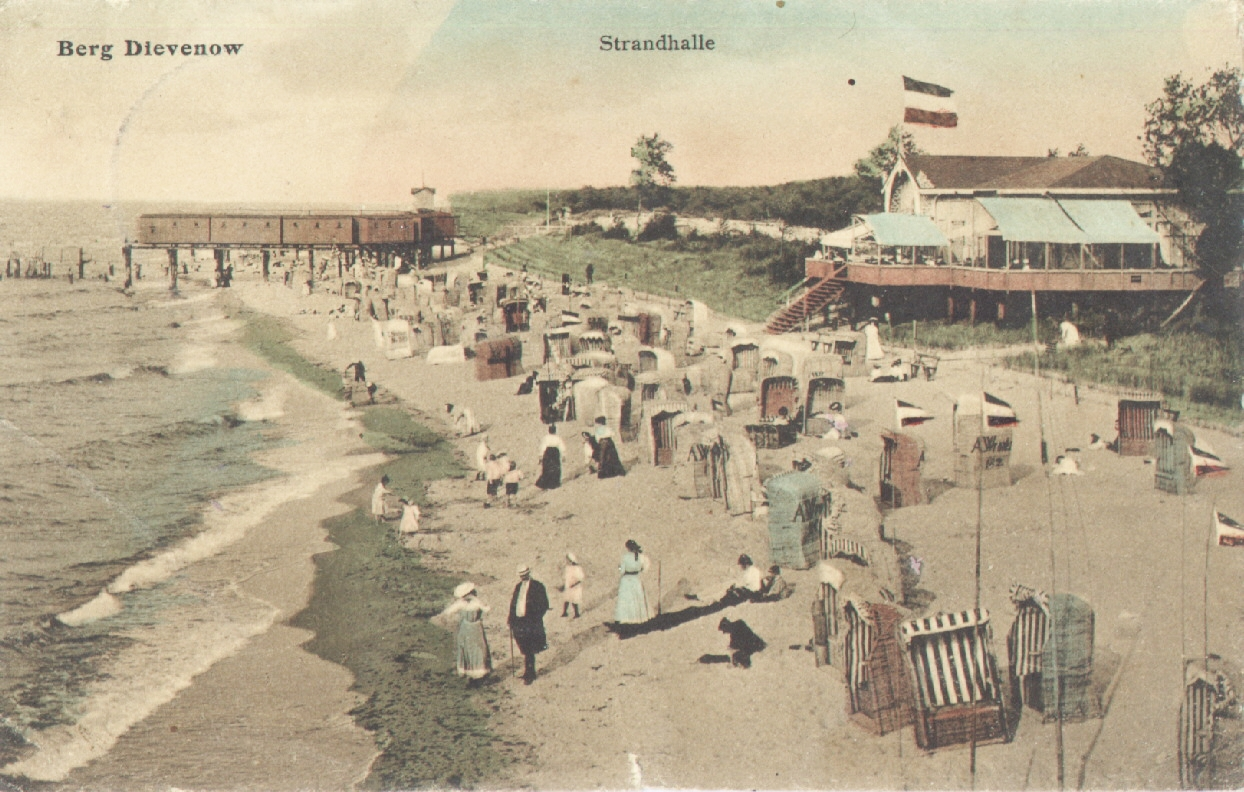
Seebad Dievenow um 1900 (Photochrom) mit Strandhalle und Damenbad

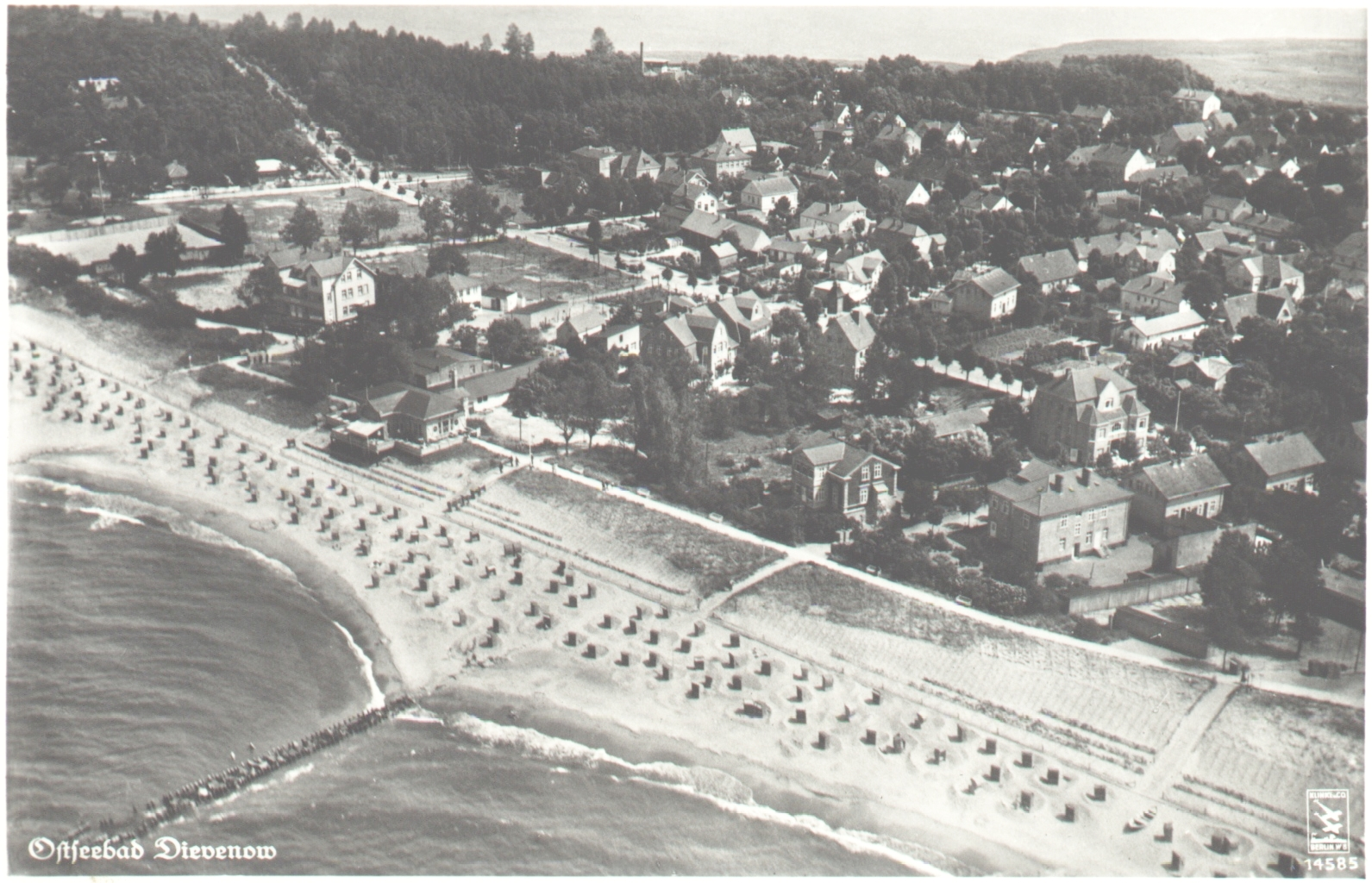
Luftbild des Seebads Dievenow um 1900

Berg Dievenow, Gesellschaftshaus (Darstellung um 1848)

Die Ortschaft war seit 1827 als deutsches Seebad bekannt und umfasste bis 1935 folgende vier, zwei unterschiedlichen Landkreisen des Regierungsbezirks Stettin der preußischen Provinz Pommern zugeordnete eigenständigen Dörfer:
1. Ost Dievenow (auf der Landzunge des Festlandes)
2. Berg Dievenow (auf der Landzunge des Festlandes)
3. Klein Dievenow (auf dem Festland am Fritzower See)
4. West Dievenow (auf der Insel Wollin)[1]

Bis auf West Dievenow, das zum Landkreis Usedom-Wollin gehörte, lagen die Dörfer im Landkreis Cammin i. Pom. West Dievenow liegt am östlichen Ende der Insel Wollin und am Dievenow-Strom, der zwischen West Dievenow und Ost Dievenow verläuft. Zwischen Ost und West Dievenow verkehrte noch 1920 eine Fähre. West Dievenow, das auch als Groß Dievenow bezeichnet wurde, gilt als das älteste Dievenow, schon seiner Lage an der Dievenow-Mündung wegen. Bevor hier der Tourismus aufblühte, lebten die Bewohner der vier Ortschaften hauptsächlich vom Fischfang. Die Gewässer um die Mündung der Dievenow zählten bis ins 19. Jahrhundert zu den Hauptfangplätzen für die Meerforelle, den sogenannten ‚Ostseelachs‘.
Nach Ende des Dreißigjährigen Kriegs und nachdem die Pommerschen Herzöge 1637 nebst ihrer Dynastie ausgestorben waren, kam West Dievenow im Westfälischen Frieden an Schweden, während die anderen drei Dörfer bei Brandenburg-Preußen blieben. Im Frieden von Stockholm 1720 erhielt Preußen auch West Dievenow. Im 19. Jahrhundert war das Fischerdorf West Dievenow eine Eigentumsortschaft der Stadt Cammin in Pommern. 1935 wurden die Orte Berg Dievenow und Ost Dievenow, vor denen sich eine lange Strandpromenade entlangzieht, zu Dievenow zusammengeschlossen.
Am weitesten auf der Landzunge vorgeschoben war das See- und Solbad Ost-Dievenow, der seinerzeit bedeutendste Ortsteil des Seebads. Berg Dievenow war seit 1895 auch Solbad. Die Badestrände von Berg Dievenow und Ost Dievenow standen in dem Ruf, mückenfrei zu sein. Das Fischerdorf Klein Dievenow war ursprünglich ein Vorwerk des Dorfes Fritzow in der nördlichen Ecke des Camminer Boddens (Fritzower See).
Gegen Ende des Zweiten Weltkriegs war die Rote Armee am 4. und 5. März 1945, aus südöstlicher Richtung kommend, rasch auf das Stettiner Haff, die Dievenow und die Oder vorgerückt, dort jedoch neun Wochen lang zum Stehen gekommen. Auf der Halbinsel Dievenow wurde noch bis Anfang Mai weitergekämpft. Während dieser Zeit lag die Region von der Insel Wollin sowie von der Ostsee aus unter beständigem deutschen Artilleriebeschuss. Dievenow und weitere Ortschaften wurden stark zerstört.
Nach Einstellung der Kampfhandlungen wurde die Ortschaft Dievenow zusammen mit Stettin und ganz Hinterpommern von der Siegermacht Sowjetunion dem kommunistischen Regime der Volksrepublik Polen zur Verwaltung überlassen. Anschließend setzte allmählich die Zuwanderung polnischer Migranten ein, die zunächst meist aus Gebieten östlich der Curzon-Linie kamen, die von der Sowjetunion besetzt worden waren. In der Folgezeit wurde die einheimische Bevölkerung von der örtlichen polnischen Verwaltungsbehörde vertrieben.
Das deutsche Seebad Dievenow wurde unter dem polnischen Namen Dziwnów verwaltet.
Am 1. Januar 2004 erhielt Dziwnów das Stadtrecht.

### Demographie
Entwicklung der Einwohner- und Gästezahlen bis 1945
- Ost-Dievenow
  - 1895: 0109 Einwohner im Gutsbezirk Ost-Dievenow (um 1900 nach Cammin in Pommern eingemeindet)[12]
  - 1910: 2700 Badegäste[13]
  - 1923: 1830 Badegäste[3]
- Berg Dievenow
  - 1910: 339 Einwohner, 2700 Badegäste,[13] nach anderen Angaben am 1. Dezember 352 Einwohner[12]
  - 1923: 450 Einwohner, 6000 Badegäste[3]
- Klein Dievenow
  - 1910: 130 Einwohner[13]
  - 1923: 200 Einwohner[3]

West Dievenow, ein Fischerdorf, hatte weniger Fremdenverkehr als die drei anderen Dörfer.
| Jahr | Anzahl Einwohner | Anmerkungen |
| ---- | ---------------- | ----------- |
| 1933 | 0840             | [ 7 ]       |
| 1939 | 1588             | [ 7 ]       |

| Jahr | Anzahl Einwohner | Anmerkungen                           |
| ---- | ---------------- | ------------------------------------- |
| 1818 | 0136             | [ 14 ]                                |
| 1859 | 0404             | in 29 Fischerwohnungen                |
| 1867 | 0189             | am 3. Dezember                        |
| 1871 | 0115             | am 1. Dezember, sämtlich Evangelische |
| 1925 | 0161             | [ 2 ]                                 |
| 1933 | 0175             | [ 2 ]                                 |
| 1939 | 1384             | [ 2 ]                                 |

## Städtepartnerschaften
- Sosnowiec (Sosnowitz, Polen, Schlesien)
- Werneuchen (Deutschland, Brandenburg)

## Gliederung
Zur Stadt-und-Land-Gemeinde (gmina miejsko-wiejska) Dziwnów mit einer Fläche von 37,9 km² gehören die Stadt selbst und drei Orte mit insgesamt sechs Schulzenämtern.

## Sehenswürdigkeiten
- Seehafen
- Klappbrücke über die Dievenow
- Kormorankolonie gegenüber dem Ortsteil Berg-Dievenow
- Sandstrände an der Ostsee mit Bars
- Einige erhaltene Bädervillen an der Promenade und im Kern der Seebad-Ortsteile

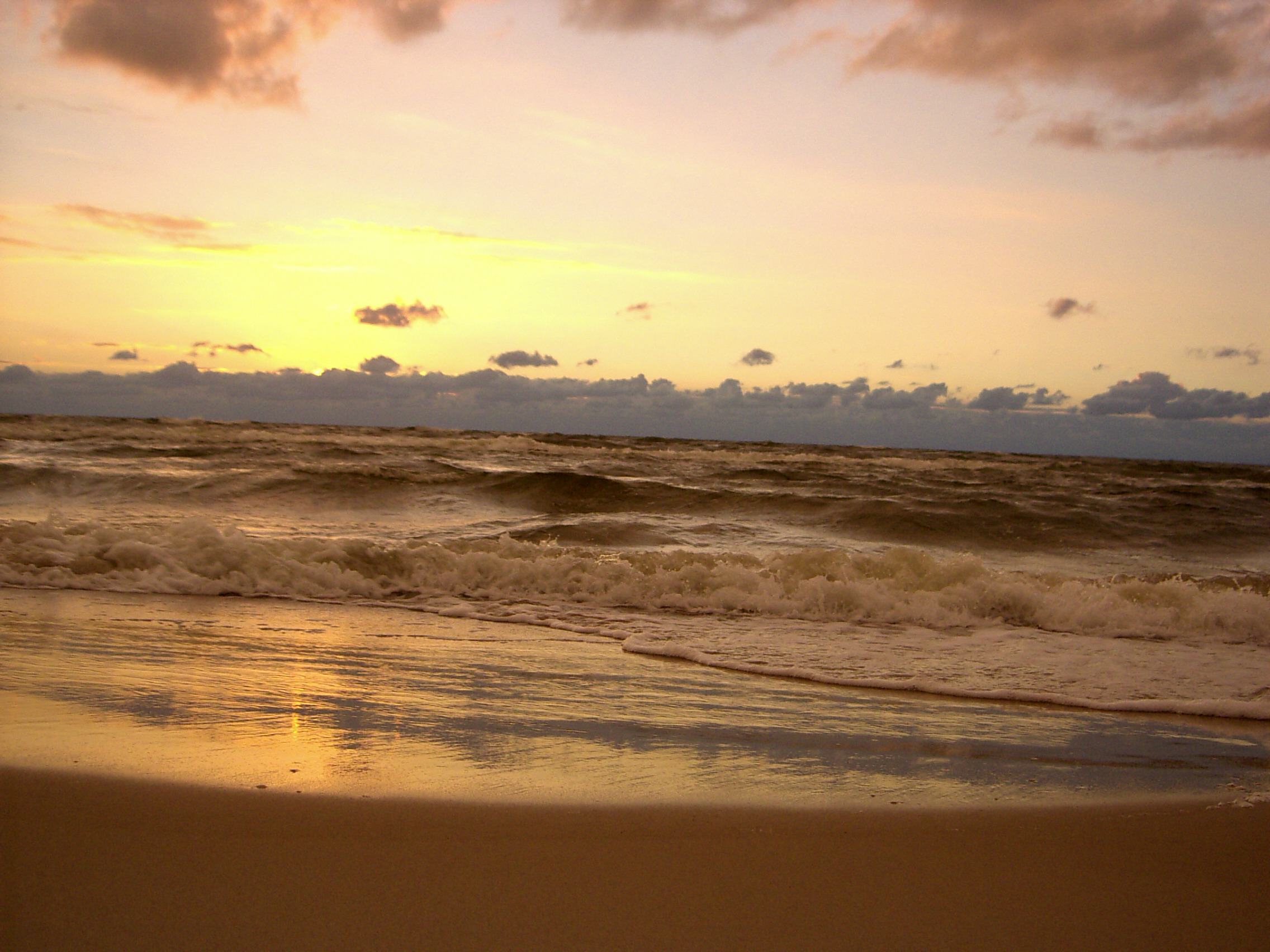
Am Strand von Międzywodzie (Heidebrink)
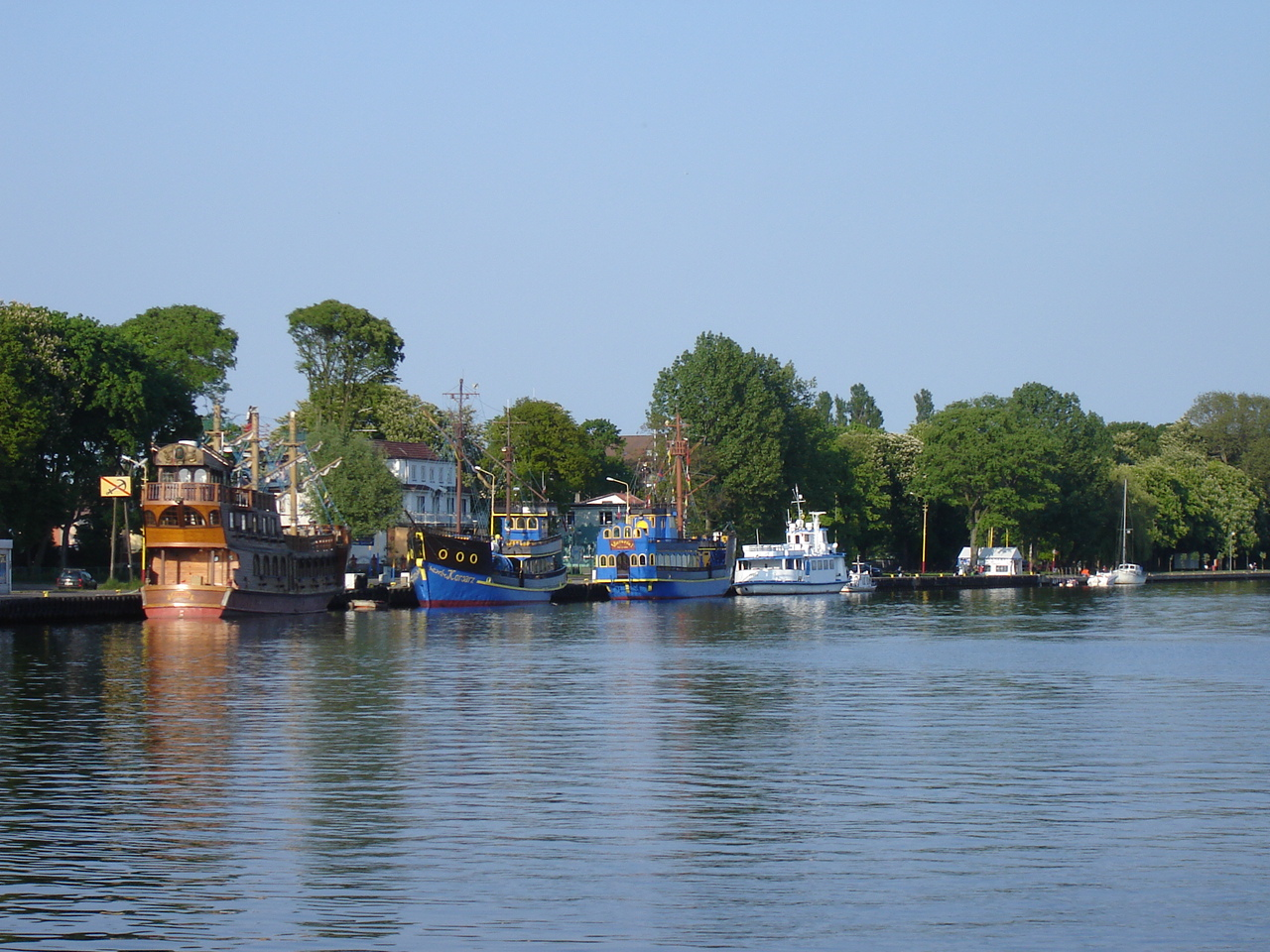
Hafen mit nostalgischen Ausflugsschiffen
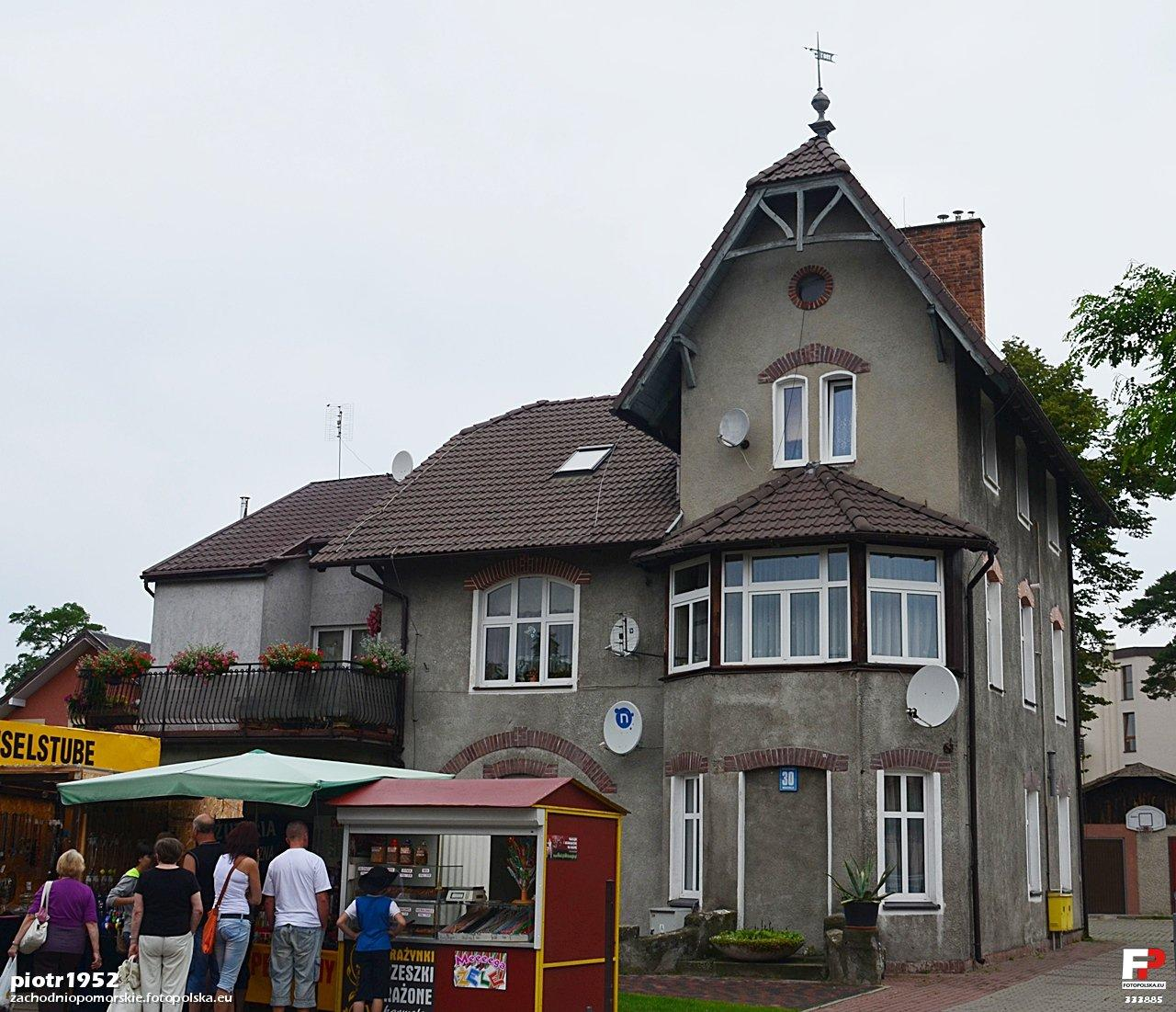
Teilsanierte Bädervilla (Straße Mickiewicza 30)
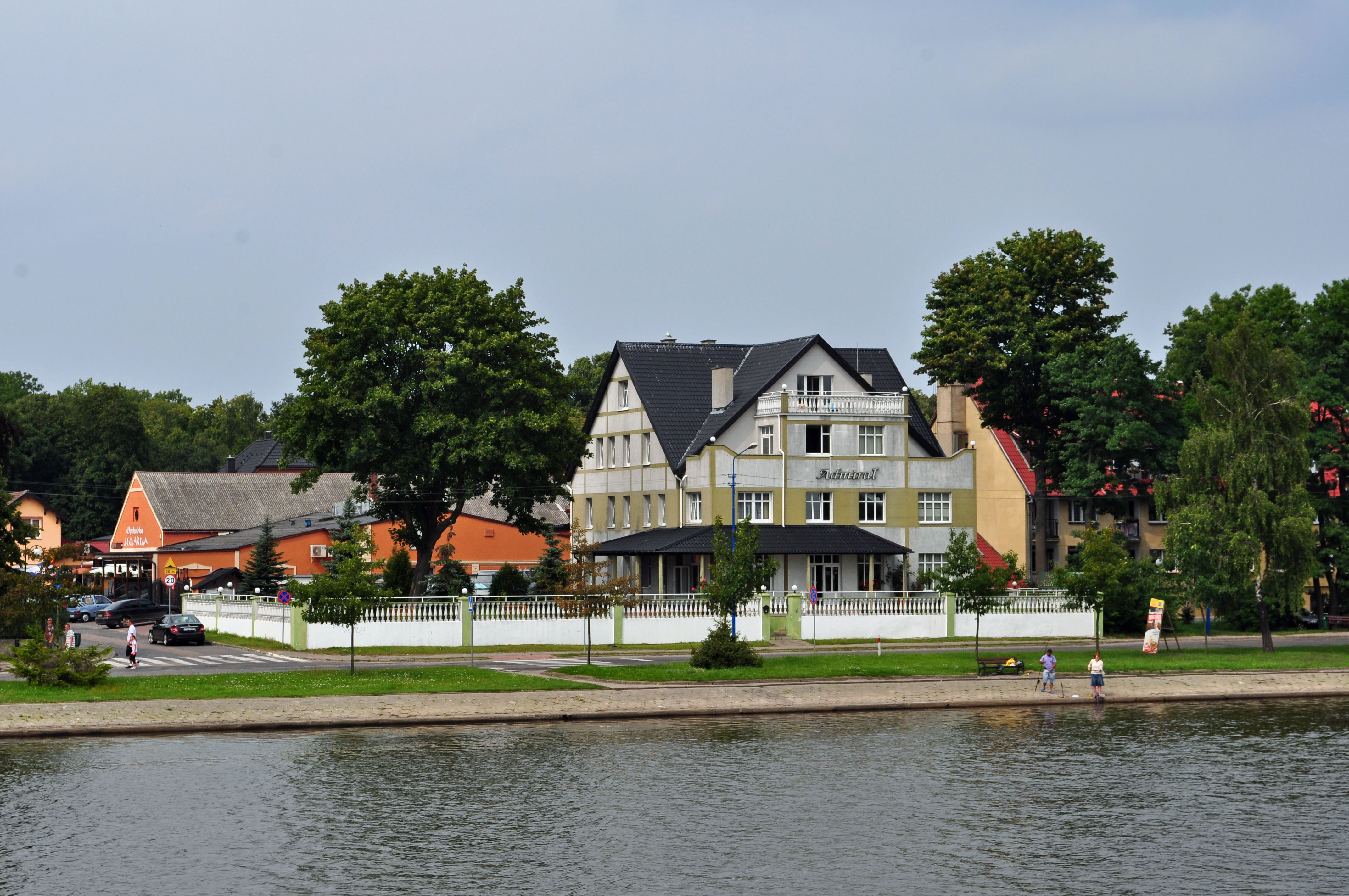
Ferienhaus in Dziwnów
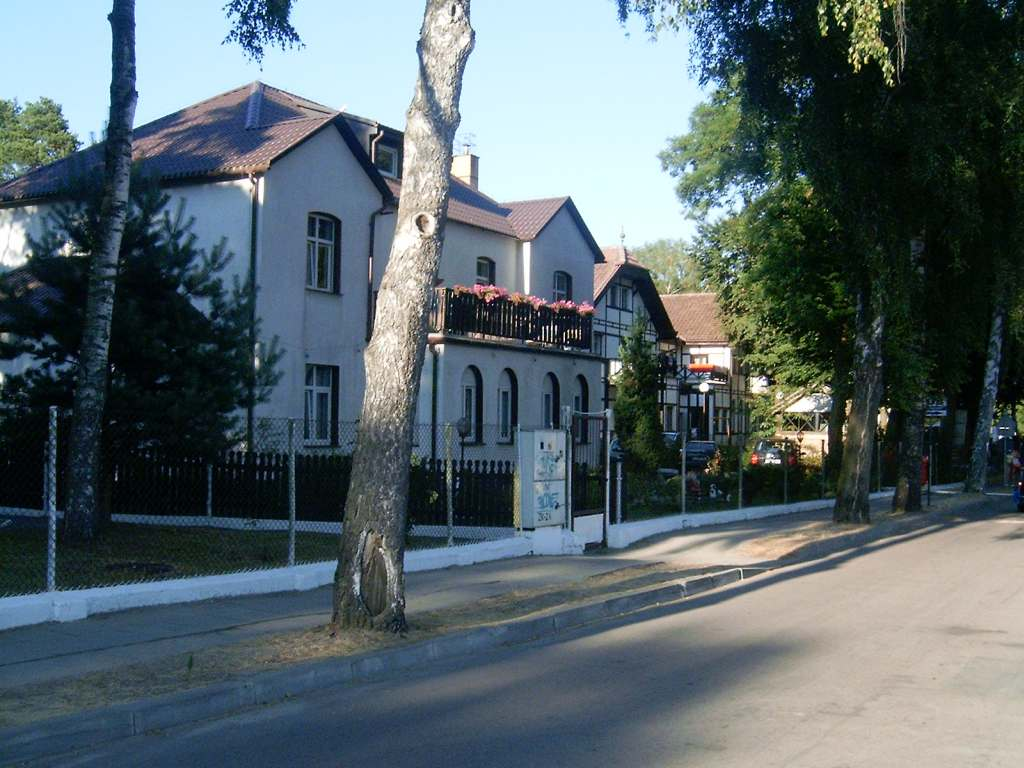
Ferienhäuser im Ortsteil Łukęcin (Lüchenthin)

## Persönlichkeiten

### Söhne und Töchter der Stadt
- Jürgen Lüthje (* 1941), Jurist

### Personen, die in der Stadt gewirkt haben
- Rudolf Hartmann (1856–1929), Politiker (DNVP), praktizierte als Badearzt in Berg Dievenow.